# كورتني جورج
كورتني جورج (بالإنجليزية: Courtney George)‏ هي لاعبة كرلنغ أمريكية، ولدت في 24 يونيو 1986 في دولوث في الولايات المتحدة.

## وصلات خارجية
- كورتني جورج على موقع الاتحاد الدولي للكرلنغ (الإنجليزية)
- كورتني جورج على موقع أوليمبيديا (الإنجليزية)
- كورتني جورج على موقع اللجنة الأولمبية والبارالمبية الأمريكية (الإنجليزية)